# Martin Dosoudil
Martin Dosoudil (3. května 1940 Praha – 19. srpna 2021 Marčovice) byl český autor knih s duchovní a fyzikální tematikou. Vzděláním technik a později manažer. První kniha, vydaná v roce 2003, jejímž spoluautorem je Jan Konfršt, nese název Život v našich dlaních. Jeho poslední knihou byla Fyzikální podstata etiky s podtitulem Příspěvek k teorii všeho, vydaná v roce 2015.

## Život
Martin Dosoudil vystudoval Vysokou školu strojní v Praze a promoval v Německu. Kvůli nesouhlasu s komunistickým režimem emigroval se svou rodinou z Československa (1977). Žil přes dvacet let v Nizozemsku, kde pracoval jako vedoucí výzkumu a později jako manažer. Pracoval v mnoha zemích světa. Po Sametové revoluci v roce 1989 se vrátil do Československa. Vzhledem k narůstajícímu zájmu o duchovní témata se později setkal na veřejné diskusi v Plzni s filozofem Janem Konfrštem, což přešlo ve vzájemné přátelství a spolupráci, a to i v literární oblasti. Jejich společná kniha Život v našich dlaních vyšla v roce 2003 a v roce 2009 se dočkala také německého překladu. Dvě jeho knihy (Kvantové modlitby a Říkanky pro každý věk) mají formu poezie. Pro knihu Jana Konfršta Co když to bylo tak... Přemýšlejme, sepsal její několikastránkový Souhrn, který je její součástí, který byl pro vydání knihy přeložen do pěti jazyků, konkrétně do angličtiny, italštiny, polštiny, do francouzštiny (z němčiny) a do němčiny. Byl členem Etického fóra ČR a také malým nakladatelem, založil svého času nakladatelství Euroservice 1999. Organizoval diskuse na duchovní a fyzikální témata, hostil také veřejná setkání při příležitostech představení některých knih filozofa Jana Konfršta v jihočeských Marčovicích. Zemřel 19. 8. 2021 ve věku 81 let tamtéž.

## Práce na fyzikálních tématech
Odrazem snah vyjádřit uceleně a srozumitelnou formou hypotetický doplněk současných fyzikálních teorií je Dosoudilova kniha Fyzikální podstata etiky : Příspěvek k teorii všeho (2015; jako e-kniha 2018), kde autor předkládá svůj pohled na počátek a cyklickou povahu vzniku a zániku vesmíru, a to nejen toho našeho. Předpokládá existenci dalších vesmírů (sférického tvaru) mimo ten náš a celek všech vesmírů nazývá slovem "megaverzum". Předpokládá také vliv lidmi emitované energie / částic, dle něj a Jana Konfršta nejjemnějších částic / kvant energie ve vesmíru, tzv. energie myšlenky. Tato energie dle jeho zápisů dříve ve vesmírech neexistovala a začala být tvořena až v okamžiku vzniku prvního inteligentního života. Od té doby dle autora díky inteligentnímu životu ve vesmíru postupně plní prostor (dle výkladu autora je totožná ve fyzikálním slova smyslu s tzv. skrytou či temnou energií vesmíru), tím, že je hrubá hmota převáděna do formy o deset řádů jemnější (cca 1010-krát menší částice, než v době sepsání jeho knihy nejmenší detekovatelné) energie/částic myšlenek (skryté/temné energie). Předpokládá také postupný vývoj vlastností vesmírů, kde se hmota teprve evolučně "učila", jak dosáhnout vyšší uspořádanosti (vznik částic, gravitační shlukování, chemické reakce, krystalizace, organická chemie až po vznik života) a dokonalé fungování vesmíru je dle něj výsledkem cyklického vývoje, respektive vesmírných cyklů (velké třesky jednotlivých vesmírů, jejich vývoj, expanze, následná imploze — jejich velké krachy). V megaverzu se dle něj dosahuje přenosu informace o dalším evolučním kroku ve vývoji hmoty k uspořádanosti tzv. principem superpozice, kdy za nahodilého pokroku při vzniku např. nové, oproti předchozí fázi vyšší fyzikální částice, či později chemické vazby, se tento pokrok ve vývoji hmoty náhle vnitřní (kvantovou) provázaností (provázáním) v rámci megaverza projevil v raných vesmírech všude a gradoval až k dnešnímu stavu, kdy vznik života je za vhodných podmínek prakticky zákonitostí. Předpokládá také větší cyklus, než je cyklus jednotlivých vesmírů, a to cyklus celého megaverza (souhrnu všech vesmírů), kde jde fyzikální vývoj směrem k vyšší uspořádanosti vždy v obrovských časových periodách až ke vzniku inteligentního života, který pak principem svého života, myšlením, převádí (transformuje) po další nepředstavitelně dlouhé časové periody hrubou hmotu na tzv. temnou energii (energii myšlenek). Koncentrace temné energie a při její emitaci souběžně vznikající doprovodné (vodící, rychlejší šíření temné energii umožňující) temné hmoty tak nejen v jednotlivých vesmírech, ale v celém megaverzu stoupá až k bodu, kdy vesmírů pro nedostatek hrubé hmoty ubývá, jejich počet se zmenšuje, koncentrace temné energie a temné hmoty stoupá a vše končí "superkrachem" celého megaverza jako jeho singularitou ve chvíli, kdy je už systém natolik nestabilní, že zkolabuje (dosáhne extrému minimální entropie, tedy maximální možné uspořádanosti). Veškerá temná energie a temná hmota je touto drastickou fází a následně spojitým "supertřeskem" celého megaverza transformována zpět na hmotu hrubou a celý cyklus vývoje vesmírů začíná znovu, s absolutně nulovým podílem temné hmoty a temné energie v nově se ustáleném megaverzu (a v jeho nově vznikajících vesmírech) na začátku jeho nového cyklu, kde vývoj hmoty směrem k vyšší uspořádanosti začíná znovu od počátku.
Rychlost všesměrného šíření myšlenkové energie (skryté/temné energie) od svého zdroje — myšlenkového procesu každé inteligentní bytosti, je dle autora prakticky nekonečná a proniká naráz celým megaverzem, zároveň tento signál v megaverzu přetrvává. Předpokládá tak porušení Einsteinem postulované rychlosti světla jako rychlosti ve Vesmíru limitní.
Stejný myšlenkový koncept Dosoudil vyjádřil také v části své, jinak převážně duchovně-autobiografické, knihy Příležitost.

## Dílo
- Život v našich dlaních
- Říkanky pro každý věk
- Večerní povídání na jihočeském statku
- Kvantové modlitby
- Příležitost
- Fyzikální podstata etiky